# Данило — князь Галицький
«Дани́ло — кня́зь Га́лицький» — радянський історичний фільм Ярослава Лупія. Знятий 1987 року на Одеській кіностудії.

## Опис
Одне за іншим схиляються руські князівства перед полчищами монголо-татар. На західних Галицько-Волинських землях осіли тисячі людей, що рятуються від жорстокості завойовників. На деякий час князю Данилу вдається зберігати відносну незалежність. Але Батий закликає Данила в Орду.
Гордістю, сміливістю суджень князь справляє на хана велике враження, і той відпускає його з миром, даруючи ярлик на княжіння в Галичі. Повернувшись на батьківщину, Данило починає готуватися до війни з Ордою: укладає союз з угорським королем, залучає на свою сторону литовців, поляків і німецьких хрестоносців. Але Папа Римський забороняє західним державам воювати з Батиєм. А у Данила часу на роздуми вже немає: татари вторгаються на Галичину. Дружинна князя приймає бій.

## У ролях

Альтернативний український постер 1987 року для прокату зроблений відомим художником Олексієм Штанко

- Віктор Євграфов — Данило Галицький
- Іван Гаврилюк — Василько Романович
- Сергій Бистрицький — Лев Данилович
- Михайло Горносталь — Вишгородський
- Нурмухан Жантурін — хан Батий
- Болот Бейшеналіев — беклярбек Куремса
- Ернст Романов — король Угорщини Бела IV
- Богдан Ступка — боярин Судич
- Юрій Гребенщиков — Авдій
- Микола Волков — Дворський Шелвів
- Юрій Дубровін — Миколайович
- Віталій Демерташ
- Віра Кузнєцова — Єфросинія-Анна
- Зинаїда Дехтярьова
- Юрій Рудченко та інші

## Знімальна група
- Автор сценарію: Олесь Лупій, за участю Ярослава Лупія
- Режисер-постановник: Ярослав Лупій
- Оператор-постановник: Віктор Крутін
- Головний художник: Євген Лисик
- Художник-постановник: Ігор Бриль
- Композитор: Володимир Губа
- Текст пісні: Дмитро Павличко
- Звукооператор: Анатолій Нетребенко
- Режисери: Л. Лисенко, В. Феоктистов
- Оператори: С. Колбенєв, Олександр Чубаров
- Художник по костюмах: Тетяна Крапивна
- Художник по гриму: Володимир Талала, А. Сітникова, Зоя Губіна
- Монтаж: Тамара Прокопенко
- Художники-декоратори: Віктор Фомін, Р. Собко
- Музичний редактор: Олена Витухина
- Комбіновані зйомки: 
  - оператор — М. Бродський, асс. оператора В. Кондратьєв
  - художник — Тетяна Нікітченко
- Редактори: А. Демчуков, Н. Циганкова
- Директор фільму: Ольга Сеніна